# Acalolepta freudei
Acalolepta freudei es una especie de escarabajo longicornio del género Acalolepta, tribu Monochamini, subfamilia Lamiinae. Fue descrita científicamente por Heyrovský en 1976.
Se distribuye por Nepal. Mide aproximadamente 14 milímetros de longitud. El período de vuelo de esta especie ocurre en el mes de mayo.